# Charles Payot
Joseph-Calixte "Charles" Payot, född 21 april 1901 i Verrayes i Aostadalen i Italien, dödsdatum okänt, var en fransk ishockeyspelare. Han var med i det franska ishockeylandslaget som kom på delad femte plats i de olympiska vinterspelen 1924 i Chamonix och på delad åttonde plats i de olympiska vinterspelen 1928 i Sankt Moritz.